# 麻績村立麻績小学校
麻績村立麻績小学校（おみそんりつ おみしょうがっこう）は、長野県東筑摩郡麻績村麻にある公立学校小学校。2018年（平成30年）5月1日現在、学級数8、児童数91名。

## 概要
麻績村内で唯一の小学校であるため学区は全域であり、山間部に住んでいるなどで、村営バスを利用して通学してくる生徒も一部いる。進学先は麻績村立筑北中学校である。
学校の大規模改修を行った際に学校図書館と地域図書館が統合された。
2004年（平成18年度）に同校の施設は文部科学省より平成18年度公立学校優良施設表彰を受けた。
2007年には同校の小学校3年生により総合的な学習の時間を利用して製作されたCMが長野朝日放送のふるさとCM大賞NAGANOの第3位となった。
将来的な児童数の減少による筑北村の坂井小学校との統合も検討されている。

## 歴史

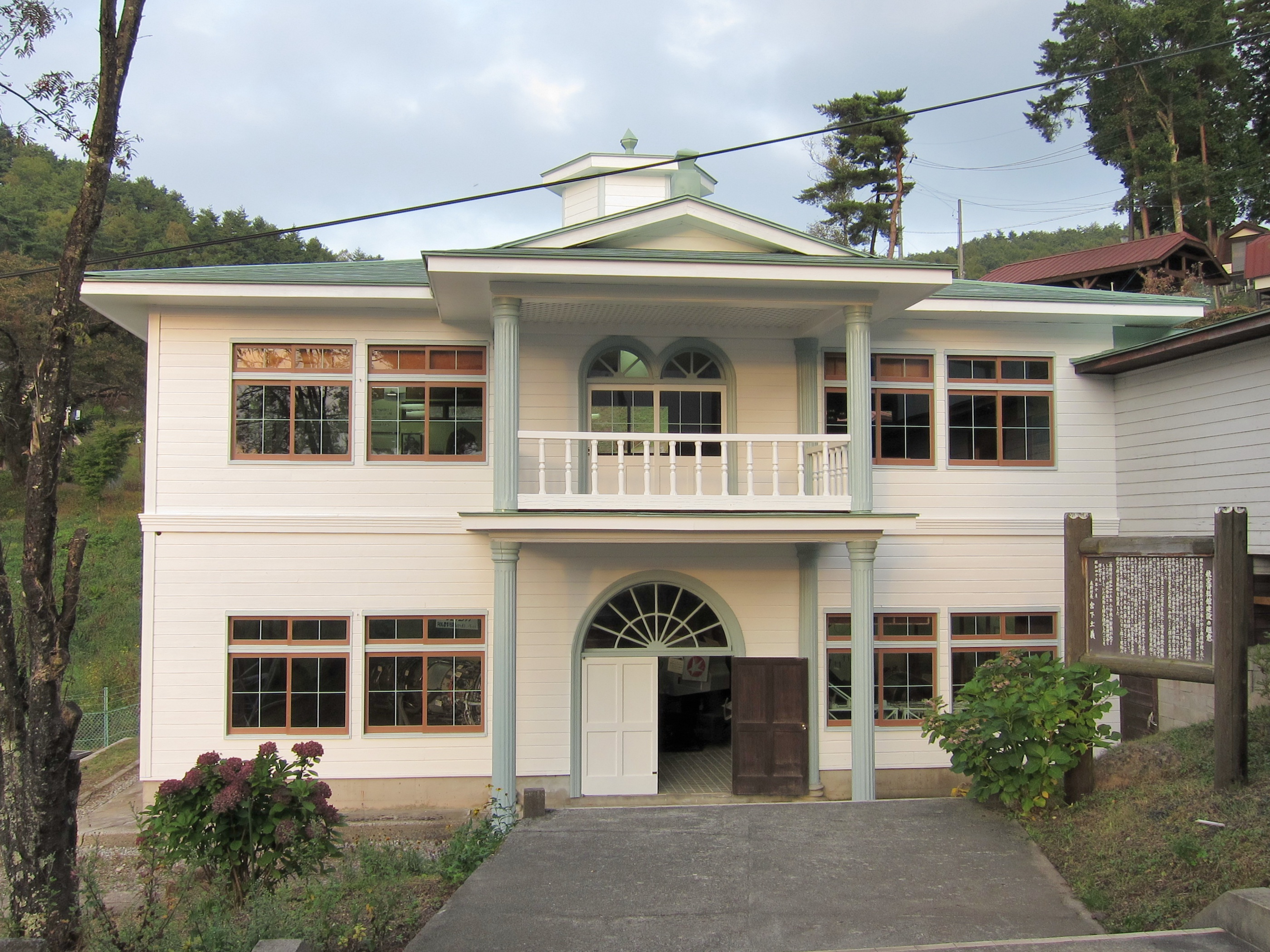
聖博物館航空資料館として使用されている旧校舎

1878年（明治10年）に設立された。その後1970年（昭和45年）に校舎が新築された際、旧校舎が聖高原に移築され麻績村立聖博物館の航空資料館として生まれ変わり、建物内にF-104のエンジンなどが展示されている。

## おみ図書館
麻績小学校の学校図書館は、おみ図書館（おみとしょかん）として公共図書館の機能を兼ねている。地域住民と児童の交流を目的とし、伝統文化継承の場ともなっている。図書館司書は学校司書を兼ね、カウンターには麻績小学校の児童（図書委員）が立って一般利用者の貸出処理を担当する。法的には図書館法に基づく正規の図書館ではなく、公民館図書室である。ISILはJP-1006372。
2004年（平成16年）6月1日に開館。同年7月28日には「おみ図書館夏祭り」を開催し、ボランティアが制作した絵本の主人公の衣装を着て写真撮影できるコーナーや、スタンプラリー、麻績小児童の父母らによるパフォーマンスなどの催しが開かれた。スタンプラリーは後に恒例化し、麻績小図書委員会の企画になっている。2017年（平成29年）4月3日に図書館システムの更新と蔵書整理を終えてリニューアルオープンした。
開館時間は平日が10時から18時まで、土曜日が12時から17時までで、日曜日・祝日・お盆・年末年始は休館する。貸出冊数は5冊、貸出期間は2週間である。2016年（平成28年）現在の蔵書数は約3万冊でうち半数が児童書である。